# Новицький Віктор Володимирович
Віктор Володимирович Новицький (нар. 5 лютого 1951, с. Новоселиця, Кельменецький район, Чернівецька область) — український математик, дослідник у галузі аналітичної механіки, гіроскопічних та навігаційних систем, теорії керування, математичного моделювання, зокрема в економіці та моделюванні гемодинамічних та нейродинамічних процесів в організмі людини, моделюванні логіки функціонування живих організмів в нормі та при патологічних станах.

## Біографія
Середню школу закінчив у 1968 року із золотою медаллю. У 1968—1973 роках навчався на механіко-математичному факультеті Київського державного університету ім. Т. Г. Шевченка. Учень академіка Володимира Кошлякова.
Після закінчення університету працював інженером КНДІ Гідроприладів (1973—1978), старшим інженером-програмістом та старшим науковим співробітником НДІ «Сатурн» (1978—1983). У 1983—1988 роках викладав на кафедрі вищої математики Київського політехнічного інституту.
З 1988 року — старший науковий співробітник, провідний науковий співробітник, завідувач відділу Інституту математики НАН України.
2003 р. — одержав звання професора із математичного моделювання в економіці (08.03.02 — економіко-математичне моделювання)
2008 — Академік Європейської академії природничих наук.

## Наукова діяльність
1980 року захистив дисертацію на тему «Метод слабкого керування в теорії гіроскопічних компасів» (01.02.01 — теоретична механіка) на здобуття наукового ступеня кандидата фізико-математичних наук (наукові керівники — професори Володимир Кошляков та Володимир Ларін).
Доктор фізико-математичних наук з 1992 року за спеціальністю «теоретична механіка», захистив дисертацію «Методи декомпозиції та керування в механічних системах» (01.02.01 — теоретична механіка) на здобуття наукового ступеня доктора фізико-математичних наук.
Професор з 2003 року (математичне моделювання в економіці). Досліджує керовані моделі аналітичної механіки, проблеми декомпозиції (спрощення), керування та спостережуваності моделей керованих динамічних систем, гіроскопічні системи та моделі прикладної гемодинаміки.
Під керівництвом Новицького В. В. захистили дисертації на здобуття наукового звання кандидата фізико-математичних наук 6 осіб.

## Громадська та комерційна діяльність
Член міжнародної громадської організації «Європейська Академія природничих наук» (2008). Президент благодійної організації ГО «Альцеста» (з 1996).
Також член:
- Українського допплерівського клубу (з 2006),
- Спілки підприємців України (з 2005),
- Російського допплерівського клубу (з 1995).

Один із засновників МПП «Істина» (1996 р.), який в подальшому трансформувався в НЦ Істина-Верітас та групу компаній Victoria Veritas. Науковий керівник з біофізичних питань Науково-методичний центру ультразвукової медичної діагностики «Істина» та Клініки Здорових Судин.

## Основні наукові праці
Є автором 13 монографій, більше 130 статей, 9 патентів.
1. Новицький В. В. Декомпозиція та керування в лінійних системах // Праці Ін-ту матем. НАН України: Секція «Математичні проблеми механіки». — Т. 11. — К., 1995. — 142 с.
2. Новицький В. В., Ясінський В. В. Прикладні задачі декомпозиції та керування в динамічних системах: Навч. посібник. — К., 1995. — 124 с.
3. Лущик У. Б., Новицький В. В., Колосова Ю. О. Сучасні можливості капіляроскопії. — К.: МПП «Істина», 2004. — 36 с.
4. Лущик У. Б., Новицький В. В. Деякі прикладні аспекти гемодинаміки в епоху прижиттьєвих візуалізуючих технологій. — К.: МПП «Істина», 2005. — 136 с.
5. Лущик У. Б., Новицкий В. В., Лущик Н. Г., Бабий И. П., Алексеева Т. С. Современные возможности целостной функциональной оценки артериовенозного равновесия в замкнутой сосудистой системе на макро- и микроуровне. — К.: МЧП «Истина», 2006. — 120 с.
6. Лущик У. Б., Новицький В. В. Сучасні можливості застосування транскраніальної допплерографії магістральних артерій і вен голови та допплерографії судин шиї в діагностиці цереброваскулярної патології: Методичні рекомендації затверджені Міністерством охорони здоров'я України. — К., МПП «Істина», 2007. — 32 с.
7. Новицький В. В. Декомпозиція та керування в лінійних системах // Праці Ін-ту математики НАН України. — Т. 77: Математика та її застосування. — К., 2008. — 251 с.
8. Новицький В. В. Керування гіроскопічними системами та інші задачі аналітичної механіки // Праці Ін-ту математики НАН України — Т. 78: Математика та її застосування. — К., 2008. — 122 с.
9. У. Б. Лущик, В. В. Новицький, Є. М. Ткаченко, Ю. М. Ройтман, В. Л. Мороз, Ю. О. Колосова, К. А. Францевич. «Колоризація ультразвукових скенованих зображень», Київ, 2003, НМЦУЗМД «ІСТИНА», (укр.), (рос.)
10. У. Б. Лущик, В. В. Новицкий, Е. Н. Ткаченко, Ю. М. Ройтман, В. Л. Мороз, Ю. А. Колосова, К. А. Францевич. «Аналитические аспекты индивидуальной гемодинамической коррекции в ангионеврологии», Київ, 2003, НМЦУЗМД «ІСТИНА», (рос.)
11. У. Б. Лущик, В. В. Новицкий, Ю. А. Колосова. «Современные возможности капилляроскопии», Київ, 2005, НМЦУЗМД «ІСТИНА», (рос.) 7. У. Б. Лущик, В. В. Новицький. «Сучасні медичні технології в аналітичній ангіології», Київ, 2011, НМЦУЗМД «ІСТИНА»,
12. Новицький В. В. Інноваційні вектори нейрореабілітації. Логіка та менеджмент мультидисциплінарного підходу у відновній медицині/ Лущик У. Б.,Бабій І. П.,Тітенко Т. М.,Новицький В. В.,Стукалін В. О.,Лущик Н. Г.,Леонова В. В., Приз А. М. — К.: НЦ «Істина», 2012. — 244с.

Патенти
1. «Спосіб ультразвукової діагностики стану судин головного мозку» — патент Держпатенту України № 10262А від 19.07.95.
2. «Спосіб оцінки регіональної ангіоархітектоніки» — патент Держпатенту України № 67707А від 31.12.03.
3. «Спосіб оцінки сірошкального скенованого зображення» — патент Держпатенту України № 67708А від 31.12.03.
4. «Спосіб оцінки порушень мікроциркуляції в нормі та при патології у людей різного віку за допомогою методу капіляроскопії» — патент Держпатенту України № 67709А від 31.12.03.
5. «Спосіб лікування судомного синдрому» — патент Держпатенту України № 71505А від 31.12.03.
6. «Спосіб нейрореабілітації хворих на апалічний синдром» — патент Держпатенту України № 72725А від 31.12.03.
7. «Спосіб використання композицій лікарських засобів для корекції артеріовенозного дисбалансу» — патент Держпатенту України № 72868А від 31.12.03
8. «Прилад для реєстрації капілярного кровотоку». Патент № 22944 від 25.05.07
9. «Прилад для судинного скринінгу» — патент Держпатенту України № 85052 від 11.11.2013)